# Stanley Mandelstam
Stanley Mandelstam (Joanesburgo, 12 de dezembro de 1928 – Berkeley, Califórnia, 23 de junho de 2016) foi um físico teórico estadunidense nascido na África do Sul.

## Publicações
- Determination of pion nucleon scattering amplitudes from dispersion relations and unitarity. In: Physical Review. Band 112, 1958, S. 2344 (Mandelstam-Variablen, online)
- mit Wolfgang Yourgrau: Variational principles in dynamics and quantum theory. Pitman 1960. Neuauflage: Dover 2007, ISBN 0-486-45888-1.
- Quantum electrodynamics without potentials. In: Annals of Physics. Band 19, 1962, S. 1–24.
- Quantization of the gravitational field. In: Annals of Physics. Band 19, 1962, S. 25.
- Feynman rules for electromagnetic and Yang-Mills fields from the gauge-independent field theoretic formulation. In: Physical Review. Band 175, 1968, S. 1580–1604.
- Dual resonance models. In: Physics Reports. Band 6, 1974, S. 259–353.
- General introduction to confinement. In: Physics Reports. Band 67, 1980, S. 109–121.